# Charaxes bebra
Charaxes bebra är en fjärilsart som beskrevs av Rothschild och Jordan 1900. Charaxes bebra ingår i släktet Charaxes och familjen praktfjärilar. Inga underarter finns listade i Catalogue of Life.